# Lamproglena robusta
Lamproglena robusta is een eenoogkreeftjessoort uit de familie van de Lernaeidae. De wetenschappelijke naam van de soort is voor het eerst geldig gepubliceerd in 1943 door Capart.